# I. Areusz spártai király
I. Areusz (görög betűkkel: Ἄρειος Α' , Kr. e. 4. század – Kr. e. 265) spártai király, Akrotatosz Agiada herceg fia, II. Kleomenész spártai király unokája. Nagyapja halálát követően, Kr. e. 309-ben lépett Spárta Agiada trónjára.
Uralkodása alatt, Kertész István történész szerint megfigyelhető a dinasztikus eszme erősödése Spártában, amely arra utal, hogy a városállam kezdett hellenisztikus királysággá alakulni.
Kr. e. 281-ben a II. Antigonosz makedón király elleni görögországi felkelést vezette, később pedig már Antigonosszal szövetségben Épeirosz ellen harcolt. Kr. e. 272-ben felmentette a Pürrhosz ostromolta Spártát. Kr. e. 267-ben összefogott Athénnal a makedón uralkodó ellen, ám az úgynevezett khemónidészi háborúban vezérlete alatt Spárta vereséget szenvedett, Areusz király pedig Korinthosznál esett el.

## Lásd még
- Spárta királyainak listája